# Državna cesta D104
Die Državna Cesta D104 (kroatisch für Nationalstraße 104) ist eine Inselhauptstraße auf der Insel Krk in Kroatien. Sie verbindet den Ort Barušići bei Malinska (wo sie von der Staatsstraße D102 abzweigt) mit dem kleinen Örtchen Valbiska, von wo aus eine Autofähre nach Merag auf Cres fortsetzt. Die Straße ist gut 10 Kilometer lang.

## Straßenverlauf
Die Straße beginnt an einer Kreuzung, nahe dem zu Malinska gehörenden Dorf, wo sie von der D102 abzweigt. Von hier aus führt sie vorbei an den Orten Strilčići (Abzweigung nach Sabljići, Sveti Ivan und Sveti Anton), Nenadići und Bajčići (Abzweigungen nach Vrh und Krk und nach Poljica), Skrpčići und Pinezići (Abzweigung nach Linardići und weiter nach Glavotok), sowie wieder nach Vrh und Krk. Zuletzt folgt das Dörfchen Valbiska und die Autofähre nach Merag auf Cres. Von Merag aus führt die Državna Cesta D101 weiter bis zu einer Kreuzung zwischen Vodice und Cres, wo diese in die Državna cesta D100 mündet.

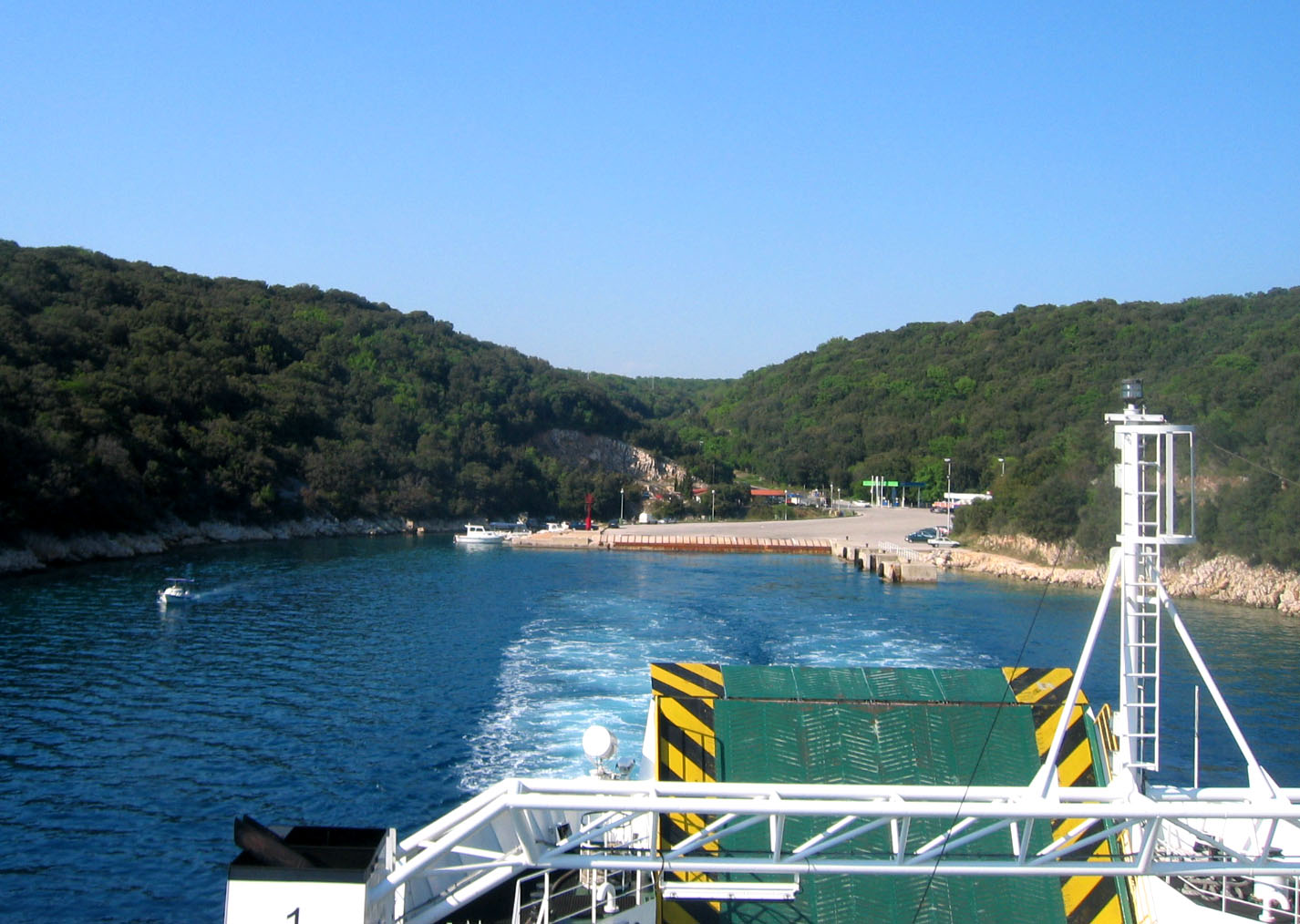
Das Ende der Straße in Valbiska
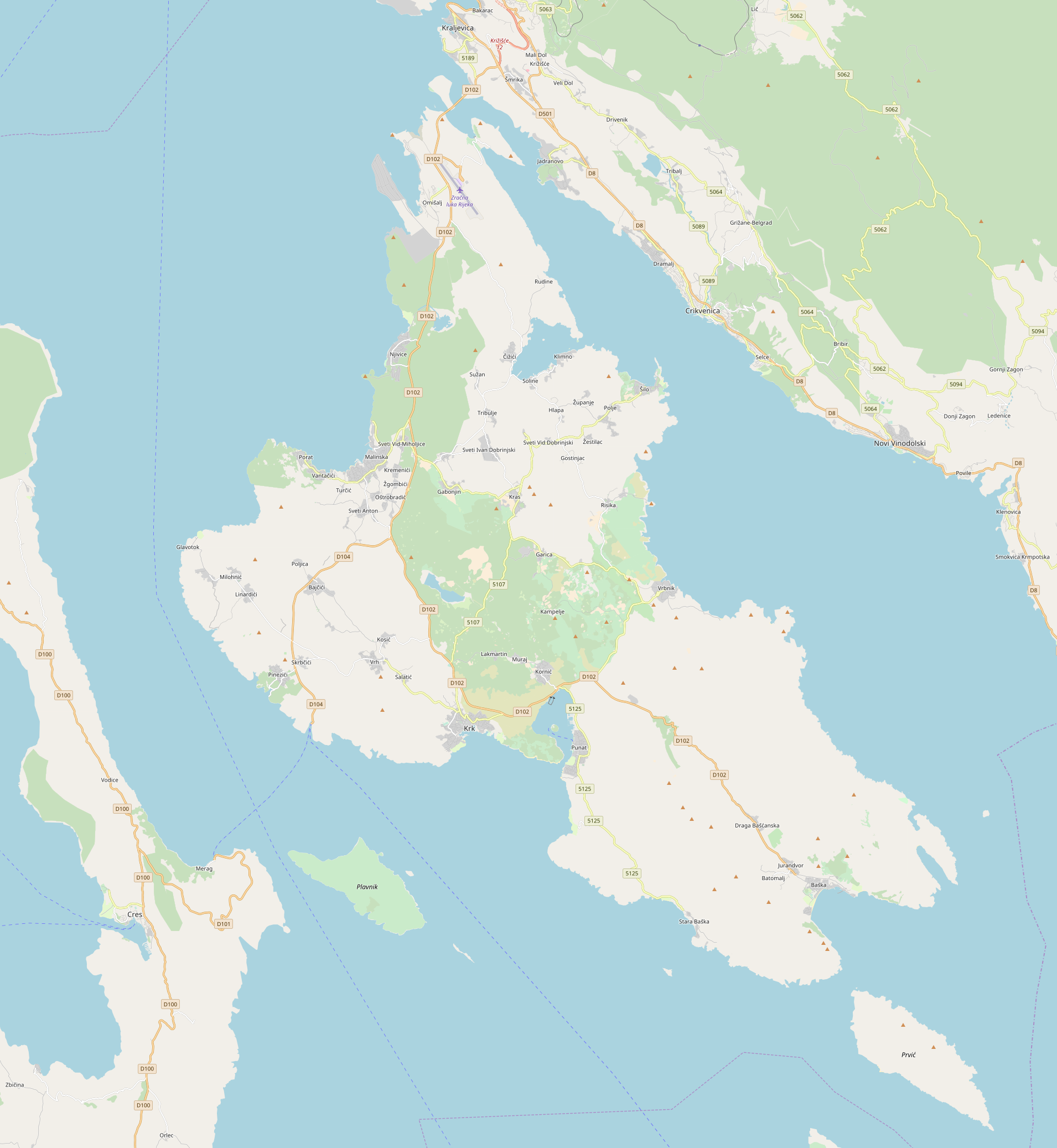
Die D104 verläuft im Südosten der Insel Krk